# Zoe Baker
Zoe Baker (* 29. Februar 1976 in Eckington, North East Derbyshire, England) ist eine neuseeländische Schwimmerin. Bis Ende 2004 schwamm sie für Großbritannien.

## Werdegang
Im Sommer 1996 zog Baker nach Christchurch, Neuseeland, um mit Kim Swanwick zu trainieren. Nachdem dieser 1999 seine Trainerkarriere beendet hatte, fing sie an sich selbst zu coachen. Im Sommer 1999 sollte sie in Sheffield ihren ersten Europarekord schwimmen.
2002 wurde Bakers bisher erfolgreichstes Jahr. Sie schwamm insgesamt viermal Weltrekord, dreimal auf der Kurzbahn und einen Langbahnweltrekord. Außerdem konnte sie sich in ihrem Heimatland, bei den Commonwealth Games 2002 in Manchester, die Goldmedaille über 50 m Brust sichern.
Im Januar 2005 entschied sich Baker für Neuseeland zu schwimmen, da sie mit dem Coach der britischen Nationalmannschaft, Bill Sweetenham, unvereinbare Differenzen hatte.

## Karriere
- Schwimmeuropameisterschaften 1999 in Istanbul: Im 50-Meter-Brustschwimmen stellte Baker mit 31,43 Sekunden einen neuen europäischen Rekord auf.
- Schwimmeuropameisterschaften 2000 in Helsinki: Baker wurde Zweite im 50-Meter-Brustschwimmen.
- Schwimmweltmeisterschaften 2001 in Fukuoka: Zoe Baker gewann Bronze im 50-Meter-Brustschwimmen.
- Commonwealth Games 2002 in Manchester: Baker repräsentierte England und gewann die Goldmedaille im 50-Meter-Brustschwimmen mit einer Zeit von 30,6 Sekunden. Im Halbfinale stellte sie in dieser Disziplin auch einen neuen Weltrekord mit einer Zeit von 30,57 Sekunden auf.
- Schwimmweltmeisterschaften 2003 in Barcelona: Baker gewann Bronze im 50-Meter-Brustschwimmen.
- Commonwealth Games 2006 in Melbourne: Baker wurde vierte im 50-Meter-Brustschwimmen, diesmal repräsentierte sie Neuseeland.

## Auszeichnungen
- neuseeländische Schwimmerin des Jahres 2005
- Canterbury Swimmer des Jahres 2006